# Henri Regnault
Henri Regnault (Parigi, 31 ottobre 1843 – Rueil-Malmaison, 19 gennaio 1871) è stato un pittore francese.

## Biografia
Figlio del chimico Henri-Victor Regnault e di Marie Adèle Sigismonde Clément, Henri Regnault, dopo gli studi nel Liceo Henri-IV, fu allievo di Louis Lamothe e di Alexandre Cabanel all'Ecole des Beaux-Arts di Parigi.
Dopo cinque tentativi, vinse il Prix de Rome del 1866. Durante il soggiorno in Italia, viaggiò anche in Spagna e a Madrid assistette alla rivoluzione carlista, alla vittoria del generale Prim e alla fuga della regina Isabella. Al Salon del 1870 il suo Generale Prim, oggi al Museo d'Orsay di Parigi, e la sua Salomè furono presentati con successo. Théophile Gautier scrisse che «Prim è tutta la Spagna e Salomé è tutta l'Oriente». Dalla Spagna passò in Marocco, e vi acquistò una casa a Tangeri. Vi dipinse L'esecuzione senza giudizio, quadro di genere esotico, oggi al Musée d'Orsay.
Ritornato in Francia per la guerra franco-prussiana, fu arruolato tra i franchi tiratori e trovò la morte nella battaglia di Buzenval il 19 gennaio 1871.

## Opere

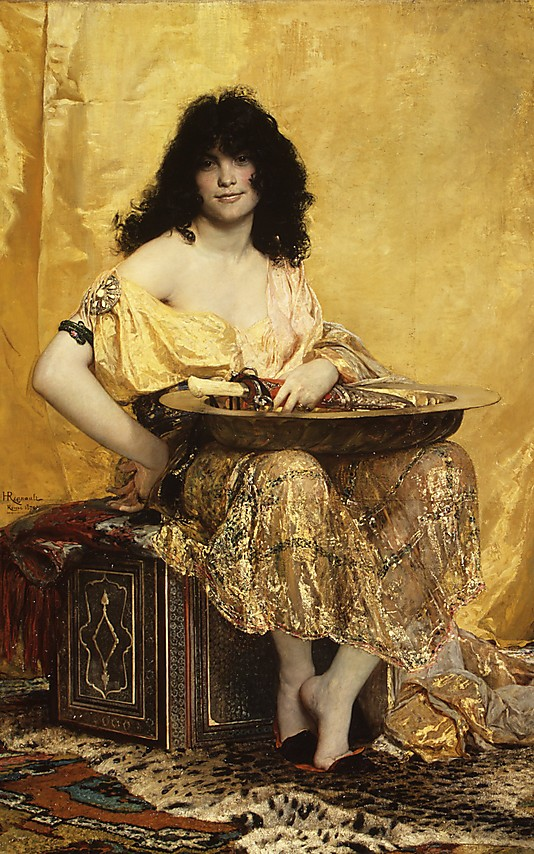
Salomè, 1870

- Ritratto di Jean-Baptiste Biot, 1862, Castello di Versailles
- Ritratto di Mme Fouques-Duparc, 1867, Castello di Compiègne
- Natura morta, 1867, Museo di Grenoble
- Ritratto di Mme Louvancour, disegno, Louvre
- Giovane facchino a Malta, 1867, Museo Magnin, Digione
- Automedente conduce i cavalli di Achille dalle rive dello Scamandro, 1868, Museo d'Orsay, Parigi
- Ritratto del generale Prim, 1868, Louvre
- La contessa De Barck, vestita alla spagnola, 1869, Museo d'Orsay
- Esecuzione senza giudizio sotto le mura di Granada, 1870, Museo d'Orsay
- Salomè, 1870, Metropolitan Museum of Art, New York
- La corte degli ambasciatori all'Alhambra, disegno, Louvre
- Ingresso di città al Maghreb, disegno, Louvre
- Scena storica, Museo d'Orsay
- Veturia ai piedi di Corolano, disegno, Louvre
- Veduta del castello d'Arques, disegno, Louvre